# Хлеммюр (станция)
Хлеммюр (исл. Hlemmur) — автобусная станция в городе Рейкьявик.
Был одним из двух основных автовокзалов в Рейкьявике, Исландия. По состоянию на январь 2016 года единственным основным терминалом является Лёкъярторг. Все красные «магистральные» маршруты действовали из Хлеммюра, в то время как все зеленые общие маршруты заканчивались там. В 2015 году было объявлено, что станция Хлеммюр будет закрыта и заменена ресторанным двориком.
Документальный фильм 2002 года «Хлеммюр» рассказывает историю бездомных, которые проводили время на автобусной станции и вокруг неё.